# 와석초등학교 (경기)
와석초등학교는 대한민국 경기도 파주시에 있는 공립 초등학교이다.

## 학교 연혁
- 2004년 12월 13일 와석초등학교 교사 착공
- 2005년 12월 26일 와석초등학교 설립 인가
- 2006년 1월 10일 와석초등학교 통학구역 확정
- 2006년 2월 15일 와석초등학교 교사 준공
- 2006년 3월 1일 초대 이영자 교장 취임
- 2006년 3월 1일 개교 7학급 편성
- 2006년 3월 2일 개교에 따른 시업식
- 2006년 3월 16일 9학급 편성
- 2007년 2월 13일 제1회 졸업식(남 15명, 여9명, 계 24명)
- 2007년 3월 1일 11학급 편성
- 2008년 2월 14일 제2회 졸업식(남 11명, 여 11명, 계 22명)
- 2008년 3월 1일 12학급 편성
- 2008년 12월 10일 경기도교육청지정 학교자연학습장 운영 유공학교 표창
- 2008년 12월 16일 경기도교육청지정 교육연극 명품학교 인증
- 2009년 2월 13일 제3회 졸업식(남 21명, 여 16명, 계 37명)
- 2009년 3월 1일 15학급 편성(특수학급 1학급 포함)
- 2009년 3월 1일 경기도교육청 교원능력개발평가 선도학교 지정
- 2009년 9월 1일 17학급 편성(특수학급 1학급 포함)
- 2010년 2월 11일 제4회 졸업식(남 32명, 여 35명, 계 67명)
- 2010년 3월 1일 14학급 편성(특수학급 1학급 포함)
- 2010년 3월 1일 제 2대 김순규 교장선생님 취임
- 2010년 3월 1일 사교육 경감형 창의경영학교 운영(~2012)
- 2011년 2월 16일 제5회 졸업식(남 31명, 여 18명/ 계 49명)
- 2011년 3월 1일 학교조직 효율화 시범학교 운영
- 2011년 3월 15일 15학급 편성(특수학급 1학급 포함)
- 2011년 9월 1일 20학급 편성(특수학급 1학급 포함)
- 2012년 2월 16일 제6회 졸업식(103명, 누계 총 302명)
- 2012년 3월 1일 35학급 편성(특수학급 1학급 포함)
- 2013년 2월 15일 제7회 졸업식(183명, 총 485명)
- 2013년 3월 1일 19학급 편성(특수학급 포함),병설유치원 3학급 편성
- 2013년 3월 1일 경기도교육청지정 교과특성화학교 운영
- 2014년 2월 14일 제8회 졸업식(73명, 총 558명)
- 2014년 3월 1일 경기도교육청지정 교과특성화학교 운영
- 2014년 3월 1일 와석초 부설 영재학급 운영
- 2014년 3월 10일 21학급 편성(특수학급 포함)
- 2021년 9월 1일 제5대 민병기 교장선생님 취임

## 학교 시설

### 본관
| 층수 | 서쪽                                                                                 | 동쪽 |
| ---- | ------------------------------------------------------------------------------------ | --- |
| 5    | 옥상                                                                                 | 하부: 5학년연구실, 5-4 ~ 5-6, 동편계단 상부: 안전체험실, 시설보관, 샤워실, 화장실, 방과후수학 서부: 음악실 |
| 4    | 4-6 ~ 4-3, 화장실, 4-2, 4-1                                                          | 하부: 4학년 연구실, 5-1 ~ 5-3, 동편계단, 방과후영어                                                        |
| 3    | 하부: 1-8 ~ 1-9, 1학년부 상부: 옥상                                                  | 2-1 ~ 2-4 별관: 5-1~5-5                                                                                    |
| 2    | 하부: 소통실, 교무기획부, 방송실 상부: 진로진학상담부, wee클래스상담실               | 1-1 ~ 1-4 별관: 4-4~4-9                                                                                    |
| 1    | 하부: 통합지원1실, 특수교사연구실, 장애인화장실, 보건실 상부: 학부모실, 교직원화장실 | 하부: 행정실, 교장실, 통합지원2실, 인쇄실, 창고 상부: 관리실, 숙직실 별관: 4-1~4-3, 화장실                 |
| B1   | 창고                                                                                 | |

## 참고 자료
- 와석초등학교 - 한국교육학술정보원 학교알리미